# Andrew Rawlin
Andrew Rawlin (* 14. Juli 1960 in Sheffield) ist ein ehemaliger britischer Skilangläufer.
Rawlin belegte im Februar 1984 in Sarajevo bei seiner einzigen Olympiateilnahme den 52. Platz über 30 km und zusammen mit Mark Moore, Michael Dixon und John Spotswood den 14. Platz in der Staffel.